# Konusz (obwód Płowdiw)
Konusz (bułg. Конуш) – wieś w Bułgarii, w obwodzie Płowdiw, w gminie Asenowgrad. Według danych szacunkowych Ujednoliconego Systemu Ewidencji Ludności oraz Usług Administracyjnych dla Ludności, 15 czerwca 2020 roku miejscowość liczyła 666 mieszkańców.

## Osoby związani z miejscowością

### Urodzeni
- Nikoła Iliew (1944) – bułgarski muzykant